# Markus Poschner

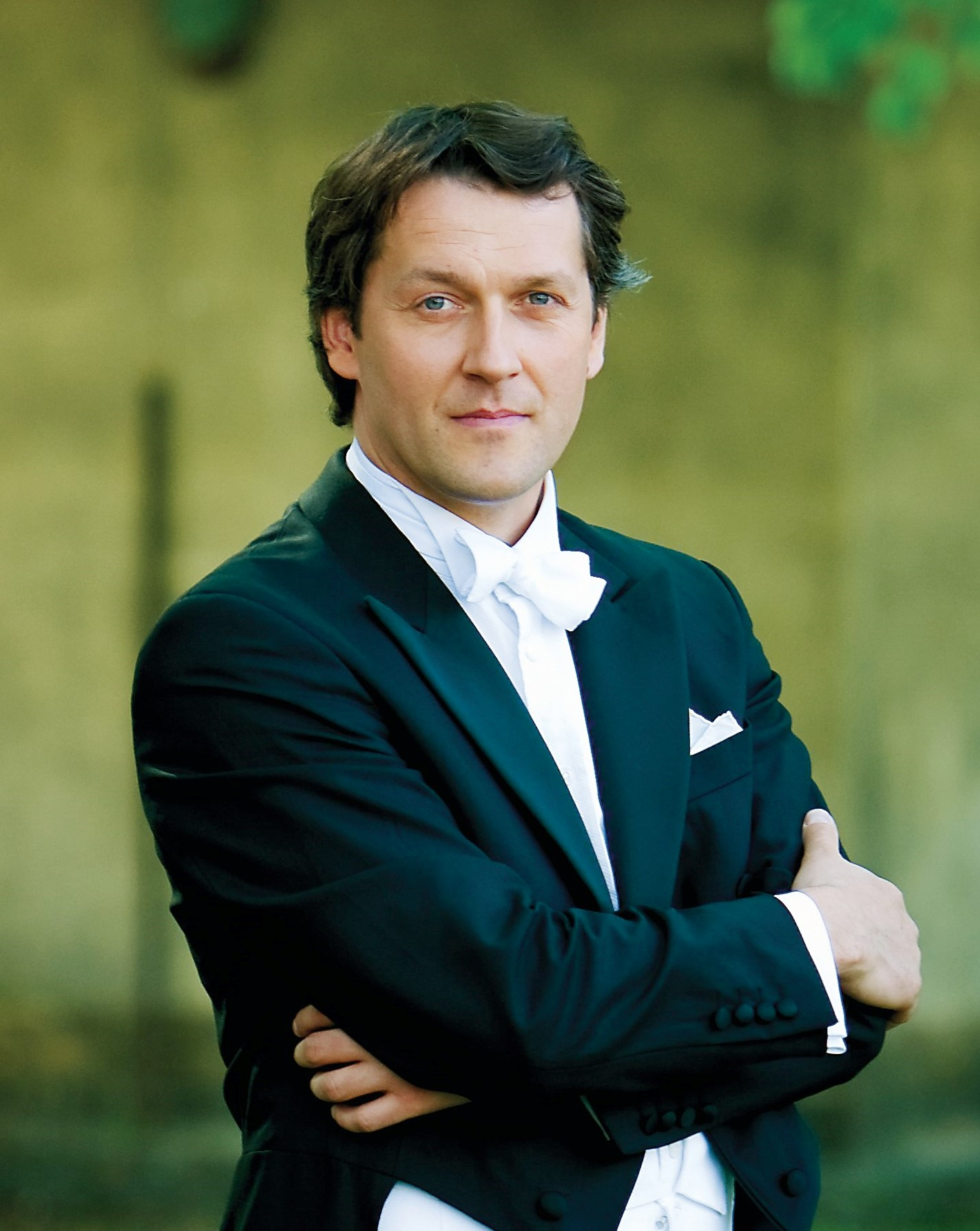
Markus Poschner, 2010

Markus Poschner (* 1. Februar 1971 in München) ist ein deutscher Dirigent, seit 2015 Chefdirigent des Orchestra della Svizzera italiana und seit 2017 Chefdirigent des Bruckner Orchesters Linz.

## Leben

### Musikalische Laufbahn
Markus Poschner studierte an der Hochschule für Musik und Theater München bei Hermann Michael. Zu seinen Mentoren und Förderern gehörten Roger Norrington, Colin Davis und Jorma Panula.
Von 2000 bis 2006 war Poschner Chefdirigent des Georgischen Kammerorchesters Ingolstadt. Anschließend bekleidete er das Amt des 1. Kapellmeisters der Komischen Oper Berlin. Dort arbeitete er mit Regisseuren wie Hans Neuenfels, Peter Konwitschny, Andreas Homoki und Sebastian Baumgarten zusammen. 2007 wechselte Poschner als Generalmusikdirektor zu den Bremer Philharmonikern und dem Theater Bremen. Seit 2015 ist er Chefdirigent des Orchestra della Svizzera italiana.
Seit 2017 leitet er das Bruckner Orchester Linz. Am Landestheater Linz übernahm er in der Spielzeit 2022/2023 die Opernproduktionen Die tote Stadt von Korngold und Wagners Meistersinger von Nürnberg. 2023 wurde bekanntgegeben, dass Poschner ab 2025 das Sinfonieorchester Basel als Chefdirigent leiten wird und einen Fünfjahresvertrag unterzeichnet hat. Im Januar 2024 gab er bekannt, seinen bis 2027 laufenden Vertrag mit dem Bruckner Orchester nicht zu verlängern. Im November 2024 wurde bekanntgegeben, dass er mit Beginn der Spielzeit 2027/28 Chefdirigent des Utah Symphony werden soll. Im Februar 2025 wurde Poschner als Nachfolger von Marin Alsop als Chefdirigent des ORF Radio-Symphonieorchesters Wien (RSO Wien) ab 2026 präsentiert.
Bei den Bayreuther Festspielen 2022 dirigierte Poschner die Neuinszenierung von Tristan und Isolde als Einspringer für Cornelius Meister. Auch für die Festspiele 2023 ist er in Bayreuth für die musikalische Leitung dieses Werkes vorgesehen.
Gastauftritte führten ihn nach Argentinien, Frankreich, Österreich, Japan und China. Er ist regelmäßiger Gast u. a. der Münchner Philharmoniker und der Dresdner Philharmonie und dirigierte Orchester wie das Kölner Gürzenich-Orchester, die Bamberger Symphoniker, die Staatskapelle Halle, das Bruckner Orchester Linz, das Berliner Konzerthausorchester, die Orchester des Hessischen Staatstheaters und des Staatstheater am Gärtnerplatz. Außerdem ist er ständiger Gastdirigent des Orquesta Sinfonica de Chile und dirigiert regelmäßig bei renommierten deutschen Musikfestivals, z. B. Schleswig-Holstein Musikfestival, Richard-Strauss-Tage Garmisch-Partenkirchen, Europäisches Klassikfestival Ruhr und Rheingau Musik Festival.
Poschner ist auch als Jazzpianist bekannt und arbeitete mit Künstlern wie Klaus Maria Brandauer, Natalia Gutman, Giora Feidman, Bruno Jonas, Baiba Skride und Maximilian Schell zusammen.

### Lehrtätigkeit
Seit 2011 ist er Honorarprofessor an der Universität Bremen und seit 2020 an der Anton Bruckner Privatuniversität Linz.

## Auszeichnungen
- 2004: Gewinner des Deutschen Dirigentenpreises[15]
- 2018: Gewinner des ICMA International Classical Music Awards mit dem Orchestra della Svizzera italiana in der Kategorie „DVD Performance“ für Rereading Brahms – Brahms: The Symphonies (Sony Classical)[16]
- 2020: Preis der deutschen Schallplattenkritik für den Dirigenten Markus Poschner, das Orchestre National de France und alle Mitwirkenden der Gesamtaufnahme von Jacques Offenbachs Oper Maître Péronilla (Bru Zane)[17]
- 2020: Österreichischer Musiktheaterpreis in der Kategorie Beste musikalische Leitung für Tristan und Isolde am Landestheater Linz[18]
- 2024: ICMA International Classical Music Awards: Gewinner des „Special Achievement Award“ mit dem Bruckner Orchester Linz und dem ORF Radio-Symphonieorchester Wien für #bruckner24 / The Complete Versions Edition (Capriccio).[19]

## Diskografie (Auswahl)
Das Bruckner Orchester Linz und das Radio-Symphonieorchester Wien spielen unter der Gesamtleitung von Markus Poschner bis zum 200. Geburtstag Anton Bruckners im Jahr 2024 alle Sinfonien des Komponisten erstmals in allen Fassungen ein. Bisher erschienen die Nullte (1869), die Dritte (1873), die Vierte (1876; 1878–1880), die Sechste (1881) und die Achte (1887; 1890) beim Label Capriccio.